# Henry Wilfred Brolemann
Henry Wilfred Brolemann (1860-1933) est un myriapodologiste français, ancien président de la Société entomologique de France, connu pour d'importants travaux sur les chilopodes et les diplopodes, dont il a nommé quelque 500 espèces. Brolemann est né le 10 juillet 1860 à Paris, dans une riche famille d'industriels et de banquiers israélites depuis longtemps convertis au protestantisme. 

## Biographie
Henry Wilfred Brolemann naît à Paris, le 10 juillet 1860, fils de Wilfrid Brolemann, maire d'Asnières-sur-Oise de 1868 à 1886, et d'Émilie Fornier.
Diplômé de l'université de Paris, il est directeur d'agence du comptoir national d'escompte de Paris, puis est parti pour des études aux États-Unis, notamment à l'université de l'Indiana, a étudié en Italie avant de revenir en France et devenir l'un des experts mondiaux des myriapodes. Brolemann parlait couramment l'anglais, l'allemand et l'italien, et a écrit en espagnol et en portugais,.